# 燃えよスーリヤ!!
『燃えよスーリヤ!!』（もえよスーリヤ!!、Mard Ko Dard Nahi Hota）は、2019年に公開されたインドのアクションコメディ映画。ヴァーサン・バーラーが監督を務め、アビマニュ・ダサーニー、ラーディカー・マダン、グルシャン・デーヴァイヤー、マヘーシュ・マーンジュレーカル、ジミット・トリヴェーディーが出演している。

## ストーリー
スーリヤは生後間もなく母と死別し、父ジャティンと祖父の3人で暮らすことになった。彼は先天性無痛症を患っており、痛みを感じない彼は小学校でイジメの対象になっていたが、幼馴染の少女スプリに助けてもらっていた。スーリヤは祖父の影響を受けてマーシャルアーツ映画のVHSを観て格闘技を学ぶようになった。そんな中、スーリヤは片脚の格闘家・空手マニの百人組手の映像に魅せられる。彼は百人組手を使い、スプリを暴力的な父から救おうとしたが、誤ってスプリの父をアパートの屋上から突き落としてしまい、スーリヤ一家は町を追い出されてしまう。スプリと離れ離れになったスーリヤは強くなるために本格的に格闘技の研究を始め、スプリも偶然出会った空手マニの元で格闘技を学ぶようになった。
12年後。大人になったスーリヤは父から外出を許可され、祖父と共に子供のころに住んでいたアパートに向かい、町で空手マニの宣伝ポスターを貼るスプリと再会する。しかし、2人は互いを認識することなく、スーリヤは女性を連れ去ろうとしていた不良を成敗するスプリを助太刀しようとして、誤って殴られてしまう。その後、空手マニの登場を訪れたスーリヤは、倒れていた空手マニを発見するが、そこで再びスプリに犯人と間違えられ殴られてしまう。スーリヤはスプリたちと共に空手マニを病院に連れて行くが、犯人が空手マニの双子の弟で悪党のジミーだと知ったスプリの友人たちは関りを恐れて逃げ出し、スプリも婚約者のアトゥルに連れ戻されてしまう。その際、スプリはようやく謎の男が幼馴染のスーリヤだと気付いた。一方、スーリヤは病院を抜け出した空手マニを連れ戻そうとした職員たちを追い払い、彼からジミーとの過去を聞かされる。
幼少期から空手の才能を開花させたマニは父からの愛情を独占し、疎外されたジミーは犯罪に手を染めるようになってしまう。しかし、マニがジミーのガールフレンドに手を出したことが発覚してから立場が一変し、ジミーは立ち上げた警備会社の社員たちを使いマニに嫌がらせをするようになり、マニが父からプレゼントされたロケットを奪い取ってしまう。一方、スプリは母の治療費を肩代わりするアトゥルと婚約し、治療のために家族そろってカナダに移住することになっていた。スプリの母は、自分と同じ暴力的な男に従おうとするスプリに自分と同じ過ちを繰り返さないように諭す。
スーリヤはロケットを取り戻すため、空手マニと共にジミーの警備会社に乗り込み社員たちと格闘を繰り広げる、同じころ、スプリは母の助けを借りて空港を逃げ出し、ジミーの警備会社に向かう。スーリヤと空手マニは社員たちを圧倒するが、格闘の最中に火災が発生し、2人は事務所内に閉じ込められてしまう。駆け付けたスプリと合流した2人はオフィスビルから脱出し、再開発地になっていた子供時代に住んでいたアパートに隠れ、3人はスーリヤの祖父から毛布や食料を受け取る。翌朝、スーリヤたちはジミーに捕まり、ゲームを挑まれる。4人は順番にジミーの社員全員と戦わされ、空手マニとスプリが倒されてしまう。順番が回ってきたスーリヤは残りの社員を全て倒し、最後に残ったサムライと10ポイント先取の勝負をすることになった。スーリヤはサムライに圧倒され脚を骨折し、空手マニの松葉杖を借りて戦いを続行し、松葉杖でサムライの目を突き倒すことに成功する。スーリヤはジミーからロケットを取り戻そうとするが、彼に銃で撃たれ、さらに仕込みナイフで刺されてしまう。ジミーはスプリに射殺されるが、スーリヤは意識を失い倒れてしまう。
目が覚めたスーリヤは治療を受け一命を取り留め、父の願いを聞き入れて会計士になった。空手マニはジミーとの一件の罪を引き受けて刑務所入りし、母の看護から解放されたスプリは自分の進む道を探し始める。そんな中、スーリヤとスプリは協力して町の悪党たちと戦い続けていた。

## キャスト
- スーリヤ - アビマニュ・ダサーニー（英語版）
- スプリ - ラーディカー・マダン
- 空手マニ、ジミー - グルシャン・デーヴァイヤー
- スーリヤの祖父 - マヘーシュ・マーンジュレーカル
- ジャティン（スーリヤの父） - ジミット・トリヴェーディー（英語版）
- スーリヤの母 - シュウェタ・バース・プラサード（英語版）
- サムライ - プラティーク・パールマール
- スプリの父 - ニシャード・ラーナー
- スプリの母 - ラヴリーン・ミシュラ
- ブリジット・フォン・ハマースマルク・ナンディニ - エレナ・カザン
- アトゥル - サティヤジット・ガヌ
- パブロ - ラティーシュ・U・K
- 少年スーリヤ - サルタージ・カッカル
- 少女スプリ - リヴァ・アローラー

## 製作
2016年初旬、ヴァーサン・バーラーは歯科医の友人から治療時に麻酔を必要としない無痛症患者の話を聞き、このエピソードが映画製作のきっかけとなった。彼は無痛症についてのドキュメンタリー番組を視聴して情報を集め、幼少期から関心を持っていたマーシャルアーツを掛け合わせた物語を構築した。彼は映画について「物語は私が鑑賞して育ったブルース・リー、ジャッキー・チェンなどの全ての映画に関するものです」と語り、映画は「私たちがこれまで観てきた全ての映画」に捧げるものとしている。バーギャシュリーの息子アビマニュ・ダサーニーは本作が俳優デビュー作となった。バーラーはダサーニーに対してオーディションの3か月前からトレーニングを受けさせ、ダサーニーは水泳、体操、ヨーガ、フリーハンドトレーニング、棒術をトレーニングし、さらに人体解剖学や応急措置の方法についても学んでいる。アクション監督兼マーシャルアーツ顧問のプラティーク・パールマールは『燃えよスーリヤ!!』で俳優デビューし、同時にマーシャルアーツ指導を担当した。ダサーニーは他の俳優と共に1か月半の日程でオーディションに参加した。グルシャン・デーヴァイヤーは空手を学び、ダサーニーとラーディカー・マダンは混合武術を学んでいる。彼らはバーラーの指示で8か月間トレーニングを行っている。
ラーディカーは『Laila Majnu』のオーディションを受けていたが、そのころに『燃えよスーリヤ!!』の企画を知り、その「ユニークさ」に惹かれて『燃えよスーリヤ!!』への出演を決めたと語っている。彼女は全てのアクションシーンを自分で演じ、役作りのために古典的アクション映画を鑑賞してジャンルに馴染むように努めた。また厳格な食事制限とエクササイズを毎日行い、トレーニングの最中に負傷している。

## 公開
2019年2月11日に公式ポスターが公表され、3月21日にジー・スタジオ配給で公開された。同年7月にはビデオ・オン・デマンド、Netflixで配信された。

## 評価

### 批評
Rotten Tomatoesには17件のレビューが寄せられ支持率94%、平均評価6.5/10となっている。ブラッディ・ディスガスティングは「『デッドプール』に対する、インドの非常に面白いアンサー」と批評している。スクリーン・アナーキーのJ・フルタドは「この騒々しいアクションコメディでは、バーラーの情熱と執着が、否定することができない真の愛情によってスクリーン全体に大きく描かれている」と批評しており、2018年のフェイバリット・インド映画14の一つに選んでいる。ナンディニ・ラームナートはScroll.inに「ヴァーサン・バーラーが手掛けたアクション・コメディは、映画ファンやノスタルジア、茶目っ気の交差点上で繰り広げられている」と批評を寄せている。フィルム・コンパニオンのラーフル・デサイは本作を「映画人生に対する気まぐれな喜びの頌歌」と表現している。ファーストポストのプラディープ・メノンは「映画の基礎が不安定にもかかわらず、インド映画では滅多に見ることができない経験を提供するという理由から、鑑賞する価値を持っている」と批評している。フィルムフェアのディヴェシュ・シャルマは3/5の星を与え、ヒンドゥスタン・タイムズのラジャ・センは4/5の星を与えている。

### 受賞・ノミネート
| 映画賞                             | 部門                               | 対象                                           | 結果       | 出典                        |
| ---------------------------------- | ---------------------------------- | ---------------------------------------------- | ---------- | --------------------------- |
| 第43回トロント国際映画祭           | ミッドナイト・マッドネス部門観客賞 | 燃えよスーリヤ!!                               | 受賞       | [ 21 ] [ 22 ]               |
| 第3回マカオ国際映画祭              | 新人男優賞                         | アビマニュ・ダサーニー                         | 受賞       | [ 23 ]                      |
| 第26回スター・スクリーン・アワード | 助演男優賞                         | グルシャン・デーヴァイヤー                     | 受賞       | [ 24 ]                      |
| 第65回フィルムフェア賞             | 新人男優賞                         | アビマニュ・ダサーニー                         | 受賞       | [ 25 ] [ 26 ] [ 27 ] [ 28 ] |
| 第65回フィルムフェア賞             | 審査員選出作品賞                   | ヴァーサン・バーラー                           | ノミネート | [ 25 ] [ 26 ] [ 27 ] [ 28 ] |
| 第65回フィルムフェア賞             | 原案賞                             | ヴァーサン・バーラー                           | ノミネート | [ 25 ] [ 26 ] [ 27 ] [ 28 ] |
| 第65回フィルムフェア賞             | 助演男優賞                         | グルシャン・デーヴァイヤー                     | ノミネート | [ 25 ] [ 26 ] [ 27 ] [ 28 ] |
| 第65回フィルムフェア賞             | 審査員選出女優賞                   | ラーディカー・マダン                           | ノミネート | [ 25 ] [ 26 ] [ 27 ] [ 28 ] |
| 第65回フィルムフェア賞             | 作曲賞                             | カラン・クルカルニー                           | ノミネート | [ 25 ] [ 26 ] [ 27 ] [ 28 ] |
| 第65回フィルムフェア賞             | 撮影賞                             | ジャイ・I・パテール                            | ノミネート | [ 25 ] [ 26 ] [ 27 ] [ 28 ] |
| 第65回フィルムフェア賞             | アクション賞                       | エリック・ジェイコブス、アナンド・シェッティ   | ノミネート | [ 25 ] [ 26 ] [ 27 ] [ 28 ] |
| 第65回フィルムフェア賞             | VFX賞                              | ラヴァン・プラカシャン、クシャン・プラカシャン | ノミネート | [ 25 ] [ 26 ] [ 27 ] [ 28 ] |